# Jakob van Wesembeeck
Jakob van Wesembeeck of Jacob van Wesenbeke (Antwerpen, 1523 – (?), ca. 1574-1575) was een stadsbestuurder en publicist in de Habsburgse Nederlanden.

## Leven
Van Wesenbeke kwam uit een Kempense familie die tot het stadspatriciaat van Antwerpen behoorde. Allicht deed hij rechtenstudies in het buitenland, maar daarvan is verder niets bekend. In 1546 werd hij stadssecretaris en in 1556 raadpensionaris van Antwerpen. Bij de grote bisdomhertekening werd hij in 1562 naar Madrid gestuurd om te voorkomen dat Antwerpen een bisschopszetel zou worden, want de protestanten vreesden dichter toezicht. De geruststellende woorden van het hof volstonden voor het stadsbestuur, maar niet voor Van Wesenbeke: hij bleef aandringen tot hij uitstel bekwam. In 1565 ging hij op missie naar Engeland om de graaninvoer naar Antwerpen te verzekeren.
Toen de beeldenstorm van 1566 over Antwerpen trok, moest Van Wesenbeke de maatregelen van landvoogdes Margaretha uitvoeren. Hij onderhandelde daarover met de lutheranen en de calvinisten, maar werd zelf als een ketter beschouwd, net als Antoon van Stralen. In april 1567 werd de situatie voor hem onhoudbaar en verliet hij Antwerpen. Hij voegde zich op de Dillenburg bij Willem van Oranje, wiens secretaris hij werd. De Raad van Beroerten veroordeelde hem op 14 mei 1568 bij verstek tot eeuwige verbanning en verbeurdverklaring van goederen. Hierop publiceerde hij een verweerschrift. Een ander geschrift van zijn hand was een anonieme verdediging van de terechtgestelde graaf van Horne. 
Tijdens zijn ballingschap stond Van Wesembeke Willem van Oranje bij als raadgever en publicist. Hij reisde door de Nederlanden, regelde wapenaankopen en inde financiële bijdragen voor de opstand. Maar verschillende plannen mislukten en geleidelijk verloor hij het vertrouwen van de prins ten voordele van Filips van Marnix van Sint-Aldegonde. Op 31 mei 1571 werd hij berispt voor het verspreiden van pamfletten zonder Oranjes goedkeuring. In april 1572 vervulde hij een opdracht in Emden, maar kort daarna verdween hij van het voorplan. Alleen omdat de Staten van Holland hem in augustus 1571 tot commissaris van oorlog hadden aangesteld, vergezelde hij de prins nog op een tocht van Holland door Brabant naar Bergen. Belast met schulden, stierf hij vóór 1575.

## Familie
Uit zijn eerste huwelijk met Anna van den Broecke had Van Wesenbeke een dochter Maeycken. Hij hertrouwde met Gisleyne van Asseliers. Hij leidde een ingewikkeld amoureus leven en werd op zeker ogenblik beschuldigd van poging tot gifmoord op zijn tweede echtgenote.

## Publicaties
- De bewijsinghe vande onschult van mijn heere Philips baenreheere van Montmorency, etc. (1568)
  - La dedvction de l'innocence de messire Philippe Baron de Montmorency, Conte de Hornes, [...] contre la malicievse apprehension, indeüe detention, injuste procedure, fausse accusation, iniques sentences et tyrannicque exécution en sa personne à grand tort, par voye de faict perpetrees (1568)
- De beschriivinge van den gheschiedenissen inder religien saken toeghedragen in den Nederlanden (1569)
  - La Description de l'estat, succes et occurrences, aduenues au Paisbas aufaict de la religion (1569)
  - Beschryvinghe vanden staet ende voortganck der religie in Nederlant, ende saecken daer over ontstaen (1616) – terugvertaling door Isaac Schilders van de Franse vertaling
  - Mémoires de Jacques de Wesenbeke, ed. C. Rahlenbeck, Brussel, 1859 (bevat: Défense de Jacques de Wesenbeke [...] contre les indeues et iniques citations contre luy décrétées; Description de l'Estat, succès et occurences advenues au Paï Bas au faict de la religion)

## Voetnoten
1. ↑  Floris Prims, De Misdaad van Jacob van Wesenbeke in: Verslagen en mededelingen van de Koninklijke Vlaamse Academie voor Taal- en Letterkunde, 1930, p. 599. Gearchiveerd op 1 december 2022.